# Bergslagernas Järnvägar

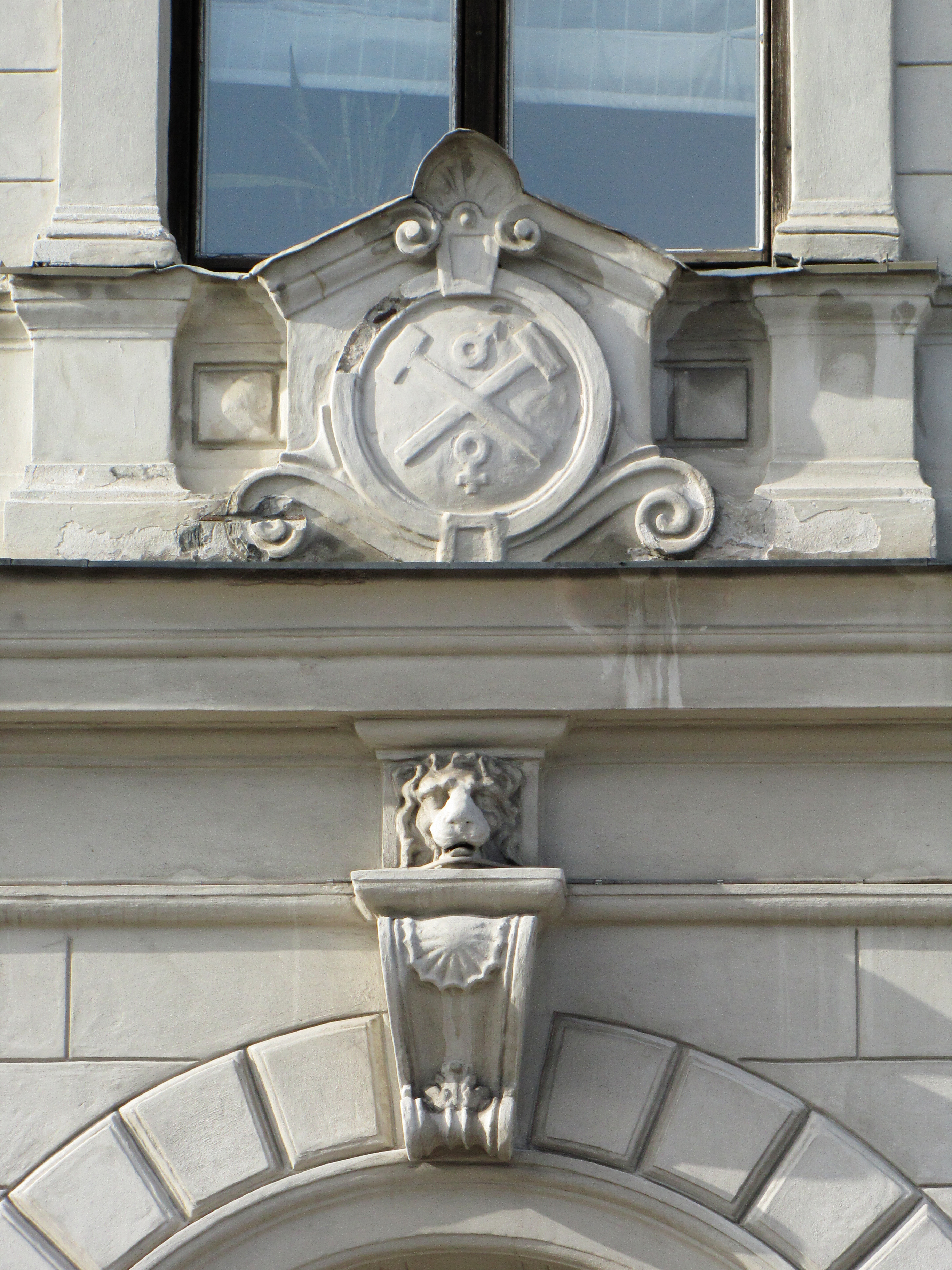
Bergslagernas Järnvägars firmamärke över stationshusets entré i Göteborg.

Bergslagernas Järnvägar, BJ, var ett enskilt järnvägsbolag som under 1870-talet byggde järnvägslinjen Göteborg C–Kils station–Falun C, Sveriges genom tiderna största enskilda järnvägsprojekt och sin samtids alla kategorier största enskilda svenska företag. 

## Historik
Under sent 1860-tal väcktes tanken på en linje mellan Dalarna och någon lämplig hamn längs västkusten. I januari 1871 söktes en första koncession, rörande en järnväg mellan Falun och Krossekärrs hamn vid Grebbestad. Då starka intressen i Göteborg under de kommande halvåret kom att formera sig skedde förändringen att koncessionsansökan kom att ändras till en järnväg mellan Falun och Göteborg, dvs den som senare kom att byggas. 
Huvudlinjen, 478 km, färdigställdes i sin helhet år 1879 och när kompletterande arbeten avslutats år 1881 låg den totala byggkostnaden på 50,7 miljoner i dåtidens penningvärde, närmare 3,7% av BNP för landet som helhet år 1881, vilket med 2019 års värden motsvarar ca 185 miljarder kr. 
Dels till följd av lågkonjunkturen i slutet av 1870-talet och dels till följd av den därpå följande kollapsen på den svenska obligationsmarknaden kom BJ att ha en mycket besvärlig ekonomisk ställning fram till senare hälften av 1890-talet. Den då inträdda högkonjunkturen möjliggjorde amorteringar, omläggning av lån till gynnsammare villkor och att banan år 1899 kunde genomföra sin första aktieutdelning.
År 1908 inköptes aktiemajoriteten i  Gävle-Dala Järnväg. Samma år kom sagda bolag och BJ att tillsammans med Stockholm-Västerås-Bergslagens Järnvägar; att bilda Trafikförvaltningen Göteborg-Stockholm-Gävle. Västeråsbanan kom dock att utträda ur sagda förvaltning 1919, som omvandlades till Trafikförvaltningen Göteborg-Dalarna-Gävle, GDG. Denna förvaltning kom att utvecklas till Sveriges största enskilda järnvägsbolagsgrupp och tidvis hade tåg som var snabbare än SJ:s. Under åren 1939–1946 elektrifierades huvudlinjen mellan Göteborg och Gävle över Falun. 
1947 introducerade GDG det första svenska expresståget som trafikerade sträckan Göteborg C–Falun C–Gävle C under namnet GDG-expressen. Trafiken ombesörjdes med BJ:s nylevererade elmotorvagnståg littera XoA.
BJ och resten av GDG förstatligades 1948 och fusionerades in i SJ. Till skillnad från många andra förstatliganden löstes GDG-företagen in till marknadsvärdet och huvudägarna, städerna Göteborg och Gävle, fick bra betalt för sina aktier.
Enligt Banverkets terminologi räknas i dag bandelen söder om Kil till Norge/Vänerbanan, medan den norr om Kil räknas till Bergslagsbanan, även om hela sträckan mellan Göteborg och Gävle vardagligen brukar kallas Bergslagsbanan.

## Banavsnitten

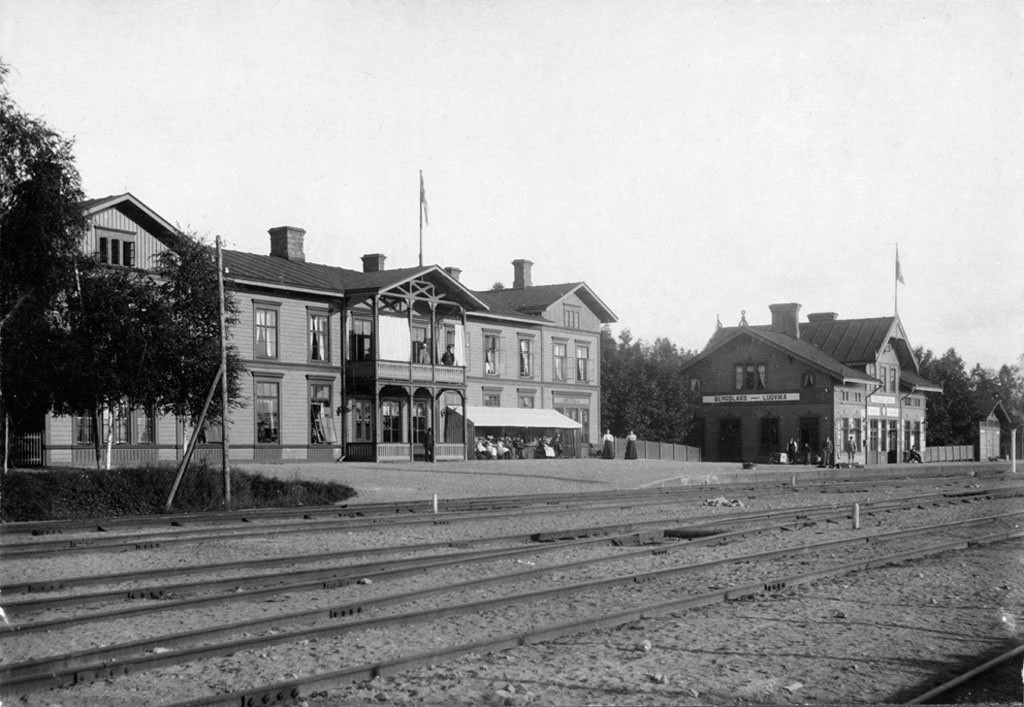
Ludvikas järnvägsstation – tegelhuset till höger från 1876. Foto från omkring 1900.

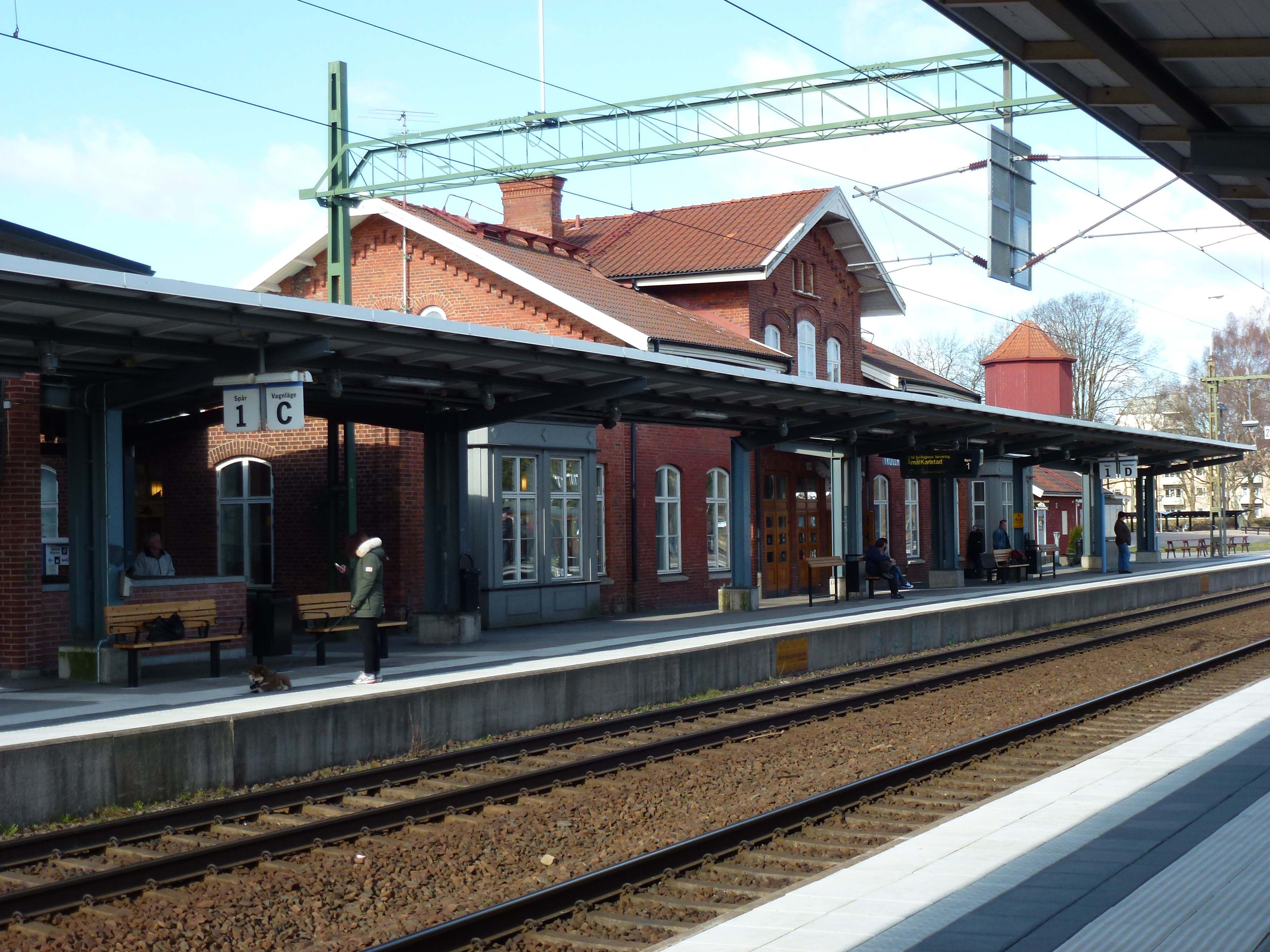
Trollhättans järnvägsstation från 1870-talet och byggd i tegel.

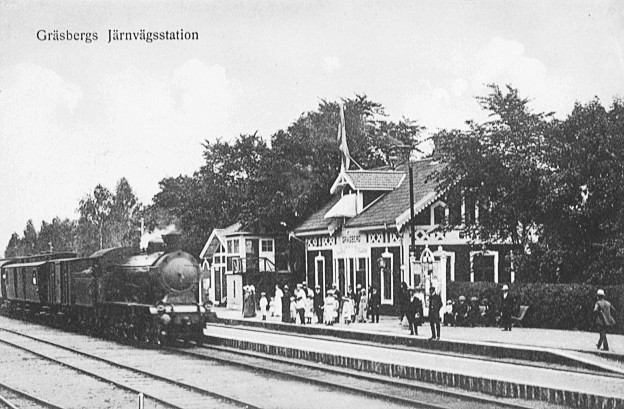
Gräsbergs järnvägsstation byggd i trä. Foto från 1920.

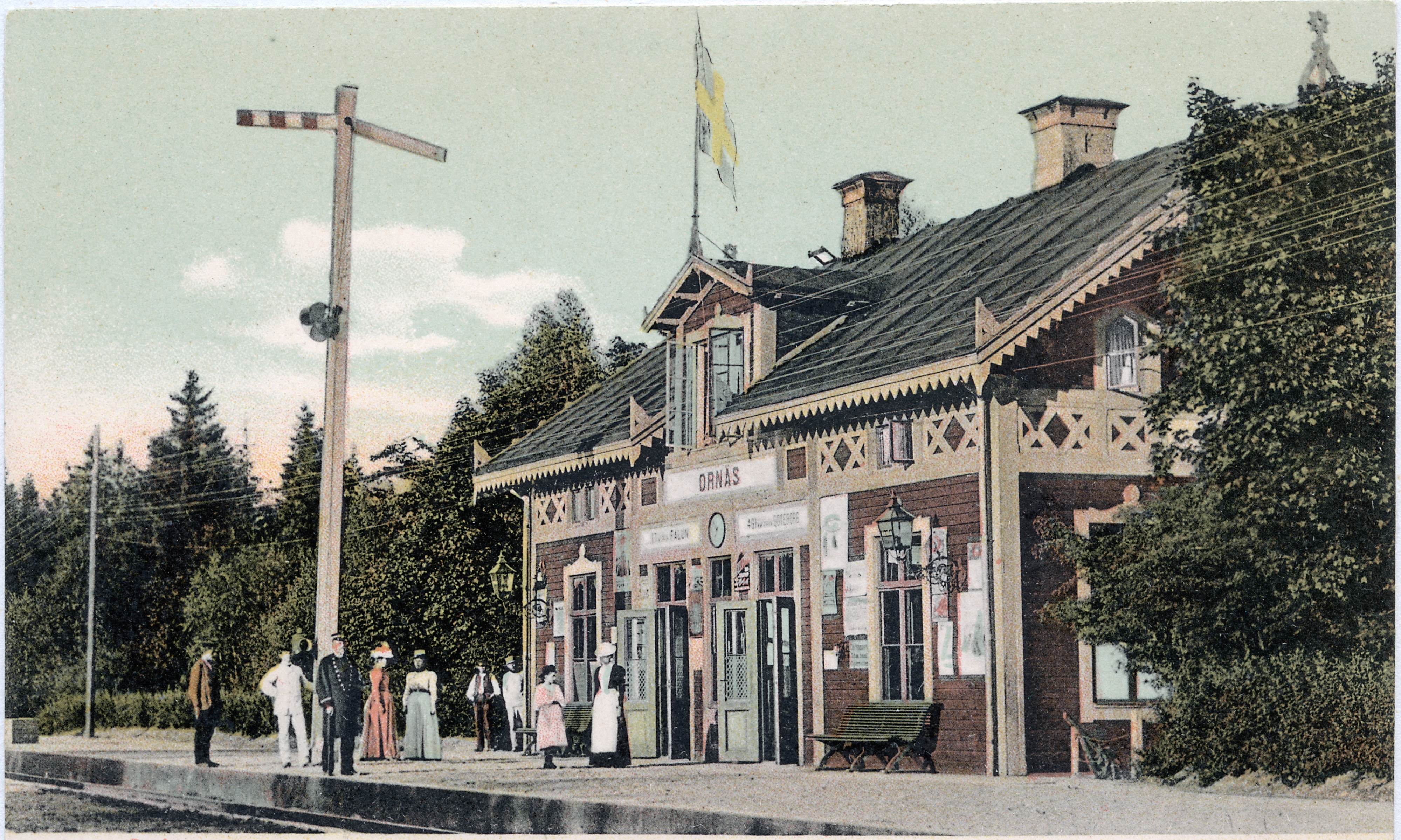
Ornäs station byggd i trä 1876. Foto från omkring 1900.

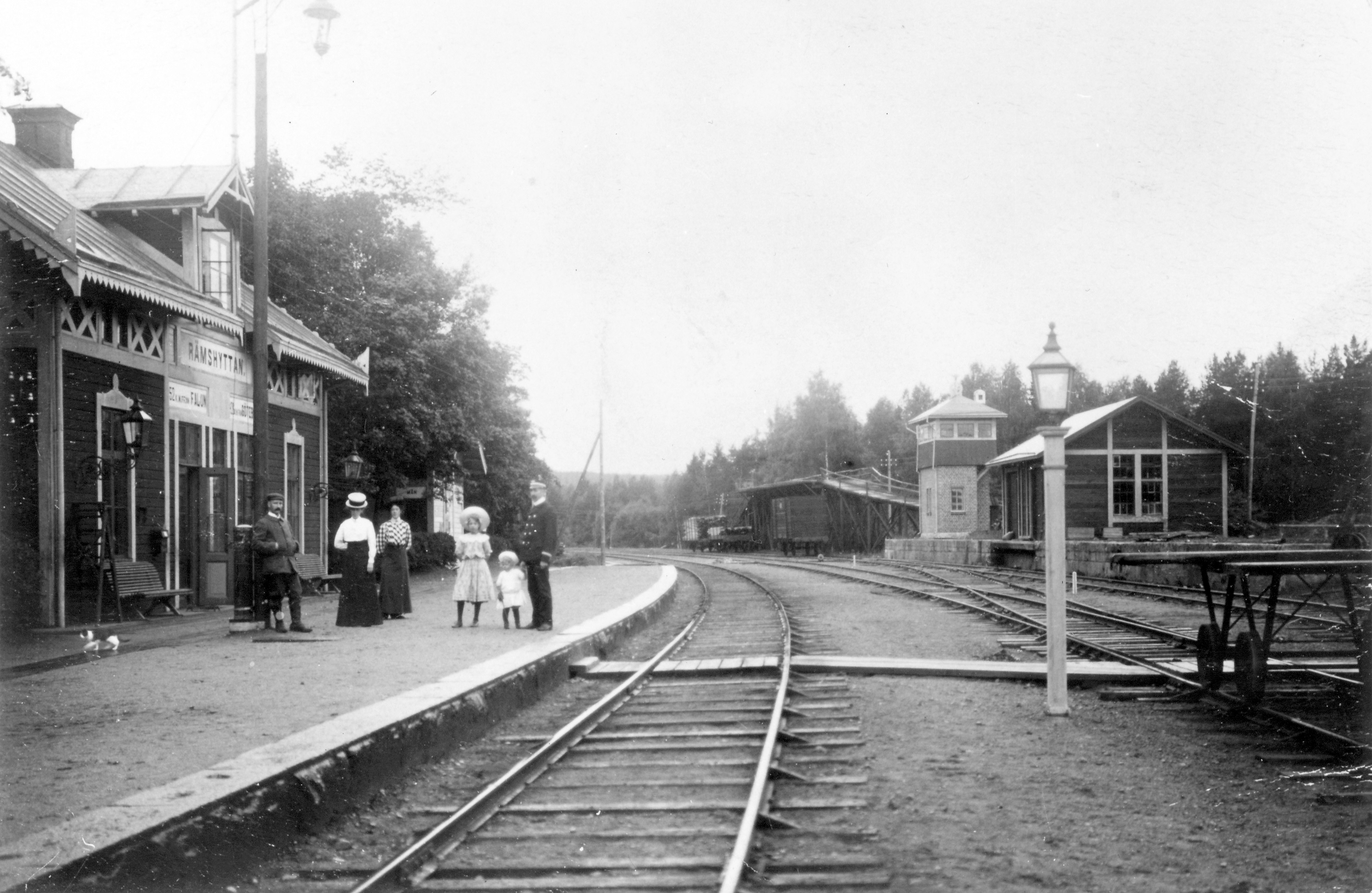
Rämshyttans station byggd i trä. Foto från cirka 1900.

De olika bandelarna öppnades för trafik enligt följande:

31 dec 1875    Falun – Ludvika, 70 km;

30 okt 1875    Kil – Daglösen – Filipstad, 69 km;

1 mars 1876    Kil – Molkom, 32 km;

1 aug 1876     Molkom – Daglösen – Filipstad, 37 km;

3 jan 1877     Daglösen – Ludvika, 115 km;

31 maj 1877    Göteborg – Trollhättan, 72 km;

26 feb 1878    Trollhättan – Öxnered, 10 km;

21 juni 1879   Öxnered – Mellerud, 41 km;

1 dec 1879     Mellerud – Kil, 109 km;

1 okt 1912     Rämshyttan – Idkerberget, 10 km;

Spårvidd: 1435 mm (normalspår)

## Kartor från 1926

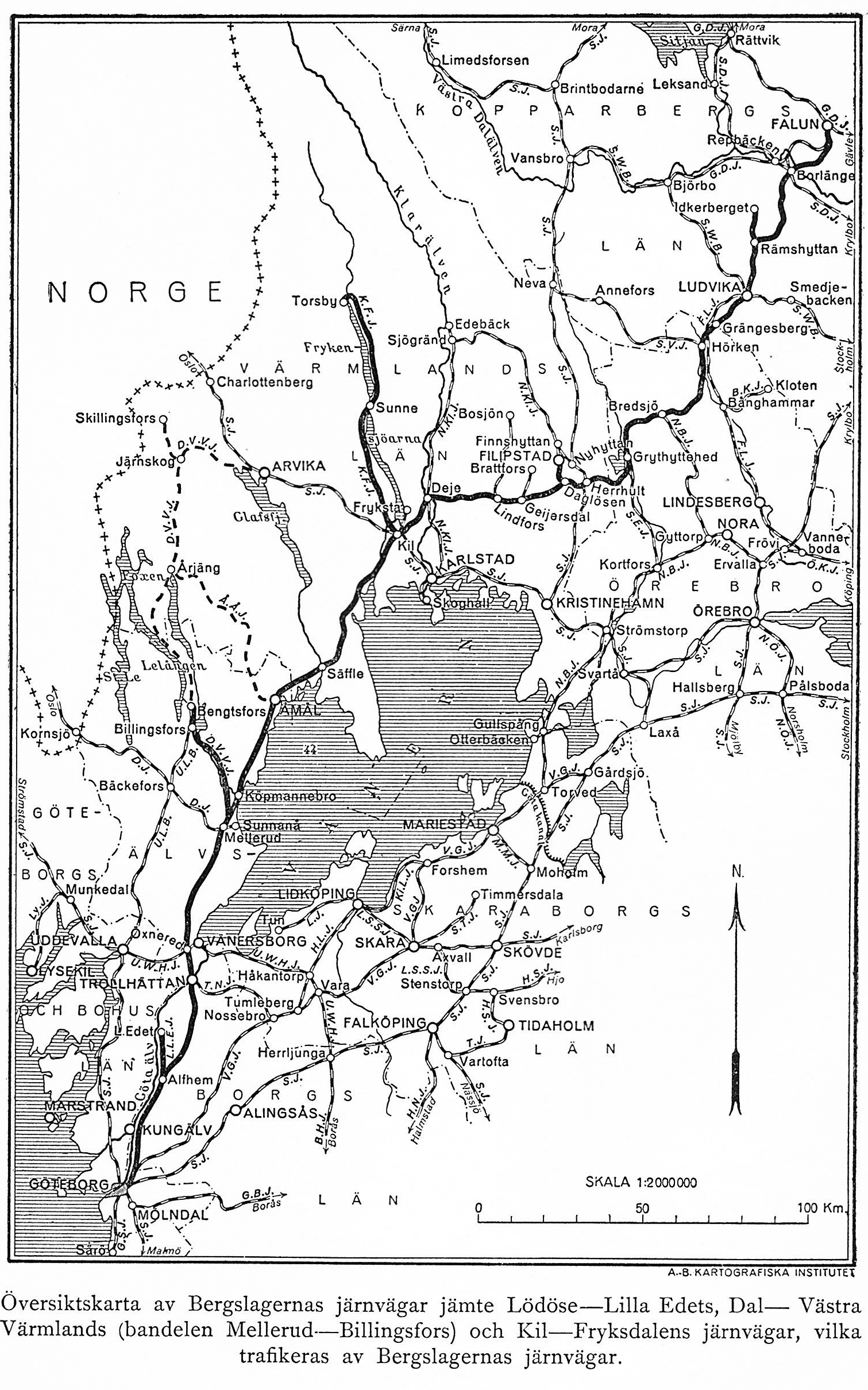
Översiktskarta
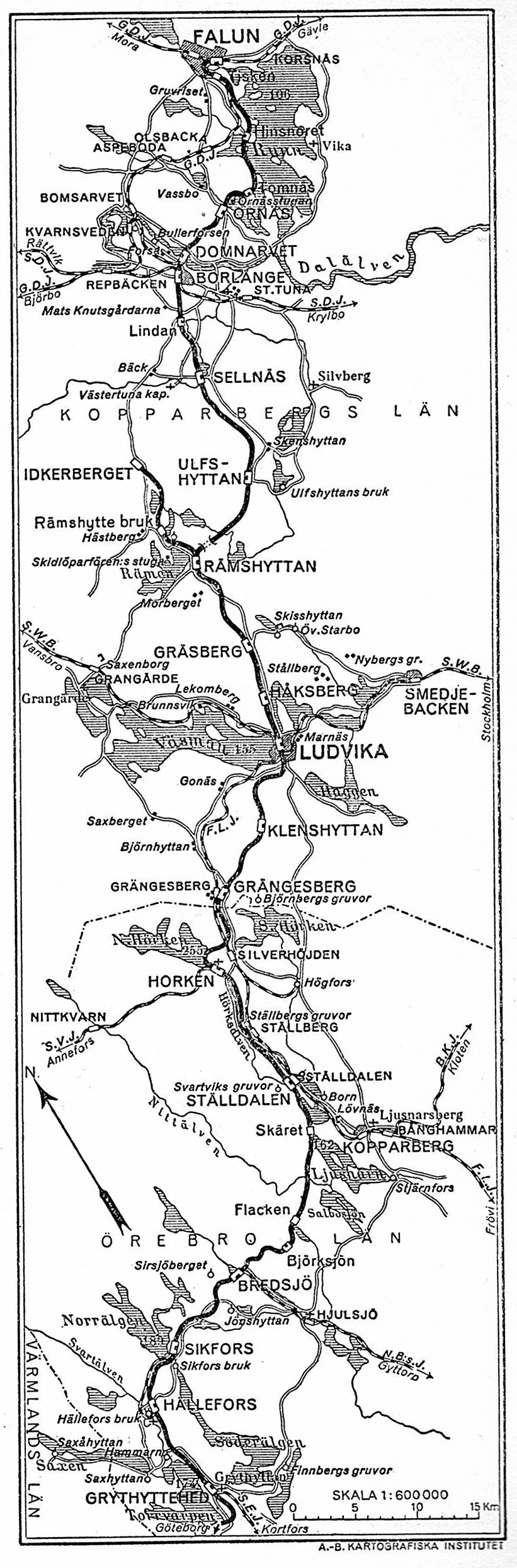
Sträckan Falun-Grythyttehed
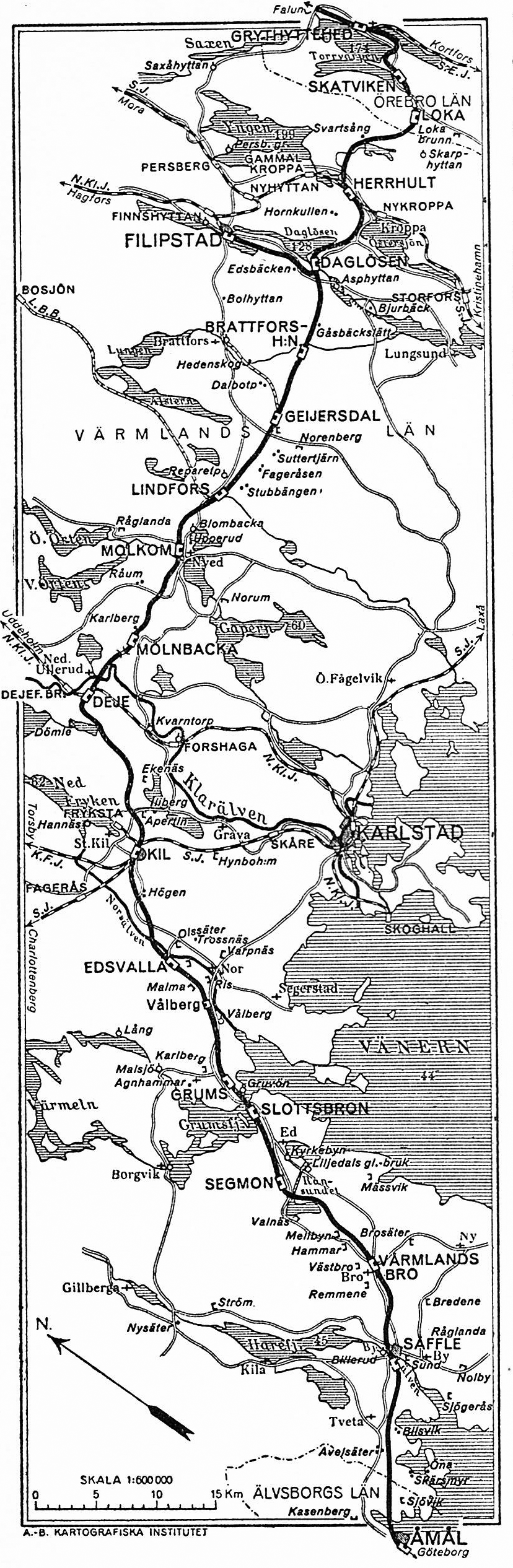
Sträckan Grythyttehed-Åmål
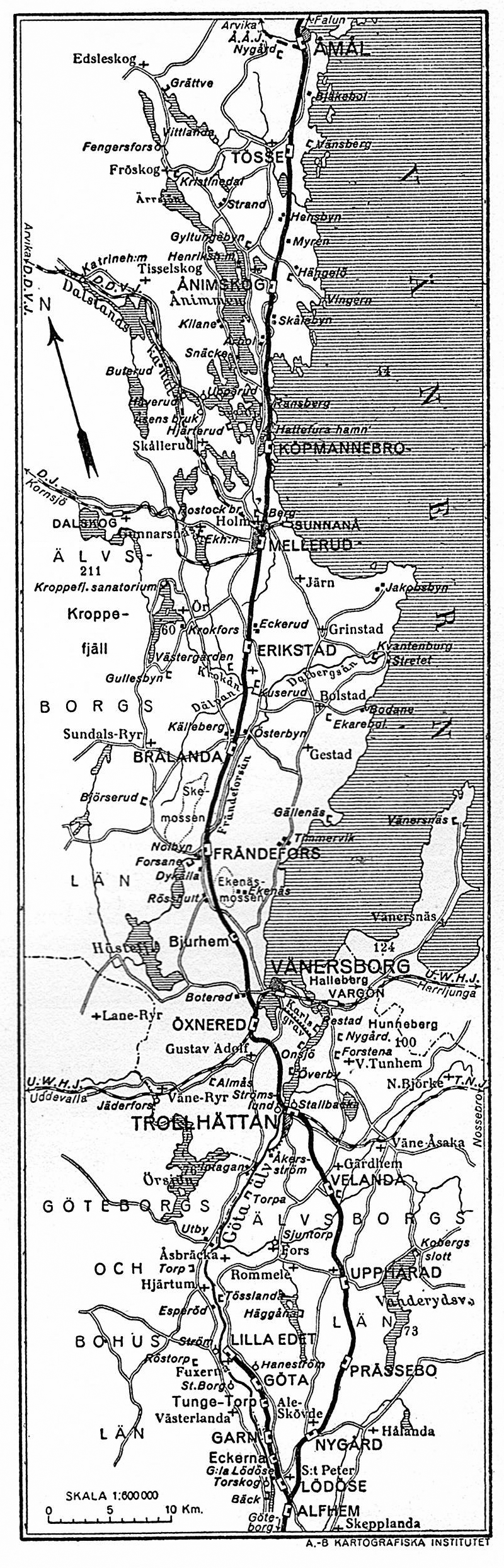
Sträckan Åmål-Alvhem
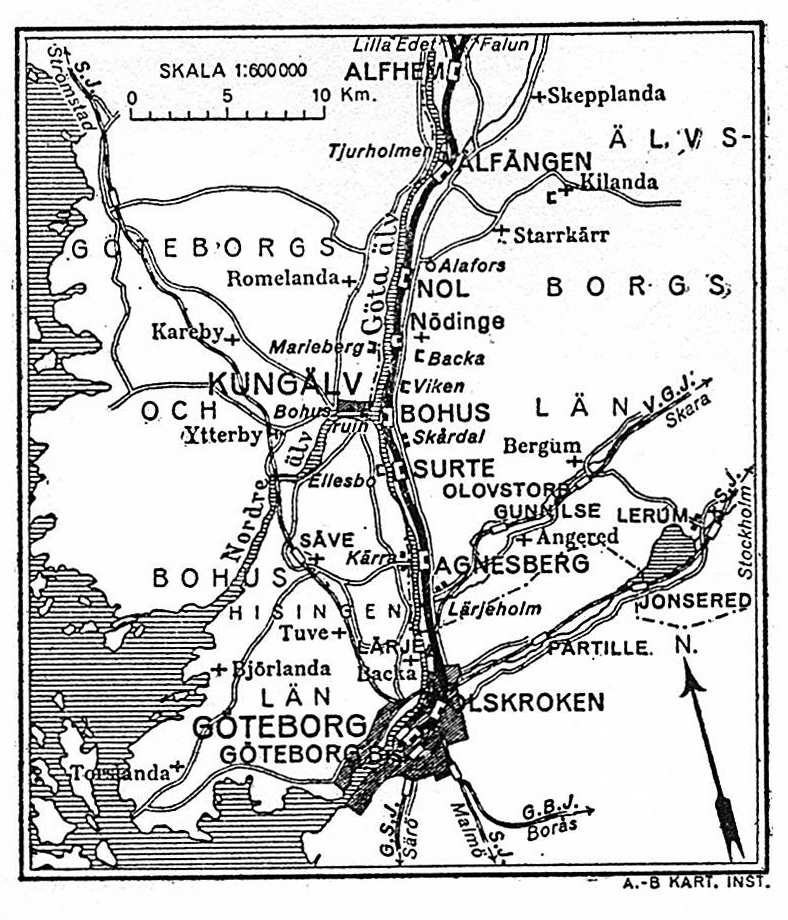
Sträckan Alvhem-Göteborg

## Verkställande direktörer
- 1902–1918: J.D. Simonsson
- 1919–1935: Axel Norrby
- 1935–: Yngve Simonsson

## Styrelseordförande
- 1902–1913: August Wijkander
- 1914–1934: Gustaf Boman
- 1934–1938: August Åkesson
- 1938–: Axel Dahlström